# Leonotus pilosicollis
Leonotus pilosicollis är en skalbaggsart som beskrevs av Lea 1930. Leonotus pilosicollis ingår i släktet Leonotus och familjen Melolonthidae. Inga underarter finns listade i Catalogue of Life.